# 福田良之
福田 良之（ふくだ よしゆき、1956年 - ）は、日本の実業家。新光投信取締役会長等を経て、海外通信・放送・郵便事業支援機構代表取締役社長。

## 人物・経歴
和歌山県田辺市出身。東陽中学校、和歌山県立田辺高等学校を経て、1979年一橋大学商学部を卒業し、株式会社日本興業銀行（現みずほ銀行）入行。一橋大学陸上競技部出身。
2006年株式会社みずほコーポレート銀行（現みずほ銀行）執行役員営業第十五部長、2007年執行役員証券部長、2008年常務執行役員・営業担当役員、2010年常務執行役員・コンプライアンス統括グループ統括役員兼審査グループ統括役員、2011年常務執行役員・コーポレートバンキングユニット統括役員、2012年株式会社みずほ銀行常務執行役員・大企業法人ユニット長兼事業法人ユニット担当、2013年みずほ証券株式会社取締役副社長・投資銀行部門長兼金融公共グループ長、2014年新光投信株式会社取締役会長。
2015年11月に設立された、官民ファンド・株式会社海外通信・放送・郵便事業支援機構の初代代表取締役社長に就任。一般社団法人国力倍増塾常任理事、特定非営利法人ふるさとテレビ顧問等も務めた。